# Malaka
Malaka är en ort (village) i distriktet Central i östra Botswana.